# エストレラ・マウンテン・ドッグ

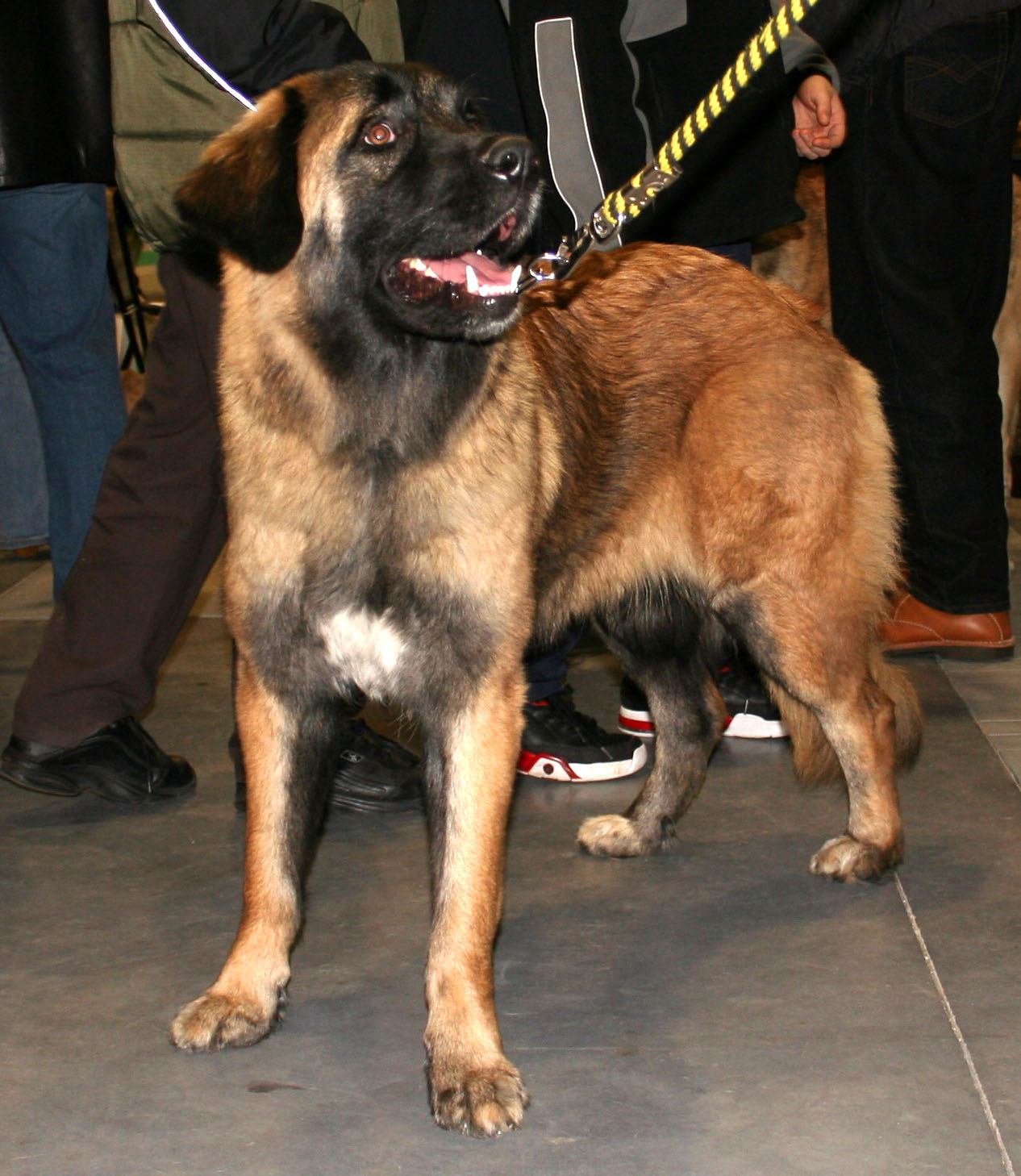
エストレラ・マウンテン・ドッグ

エストレラ・マウンテン・ドッグ（英：Estrela Mountain Dog）は、ポルトガル原産の護畜用犬種である。別名はカン・ダ・セーラ・ダ・エストレーラ（ポルトガル語：Cão da Serra da Estrela、エストレーラ山脈の犬の意）。

## 歴史
ポルトガル原産の犬種としては最古のもののひとつで、およそ6世紀ごろには既に犬種として存在していたのではないかともいわれている。羊を狼から守るための護畜犬にするために作り出された犬種で、狼と戦っても勝てるようにより力強く、より大きい犬を目指して改良が加えられていった。
長い間羊飼いによってのみ飼育されていたが、19世紀ごろになるとポルトガルの貴族に勇敢な性格と容姿の良さを気に入られ、ペット兼屋敷の番犬としても飼われるようになった。ここでは非常に大切に飼育され、牛フィレ肉のソテーやスープ、ワインなどといった贅沢なえさを与えられていた。これによりエストレラの体格は更に良くなり、現在の体高・体重のスタンダード（犬種基準）は羊飼いに飼育されていた方ではなく、この貴族によって飼育されていた方の平均値が採用された。
19世紀の後半になると牧羊の縮小や2度の世界大戦により、羊飼いに飼育されていたものは絶滅の危機にさらされた。しかし、貴族によって飼われていた方は多くが国外に持ち出されて疎開し、種としての絶滅の危機を乗り越え、ポルトガル国内の動乱期も生き残ることが出来た。
現在もポルトガルだけでなく、ヨーロッパやアメリカなどで人気の高い犬種の一つで、警戒心の高さや実用性などから警察犬や軍用犬としても採用されている。大半は実用犬かショードッグとして飼われていて、ペットとして飼われているものは稀である。
尚、20世紀にジャーマン・シェパード・ドッグが多少雑交されたことがあったが、エストレラの遺伝子を薄め、攻撃性が高くなりすぎてしまう不具合が起こったことにより愛好家によってすぐに反対され、戻し交配によってシェパードの血は取り除かれ、エストレラとしての純血に戻った。

## 特徴

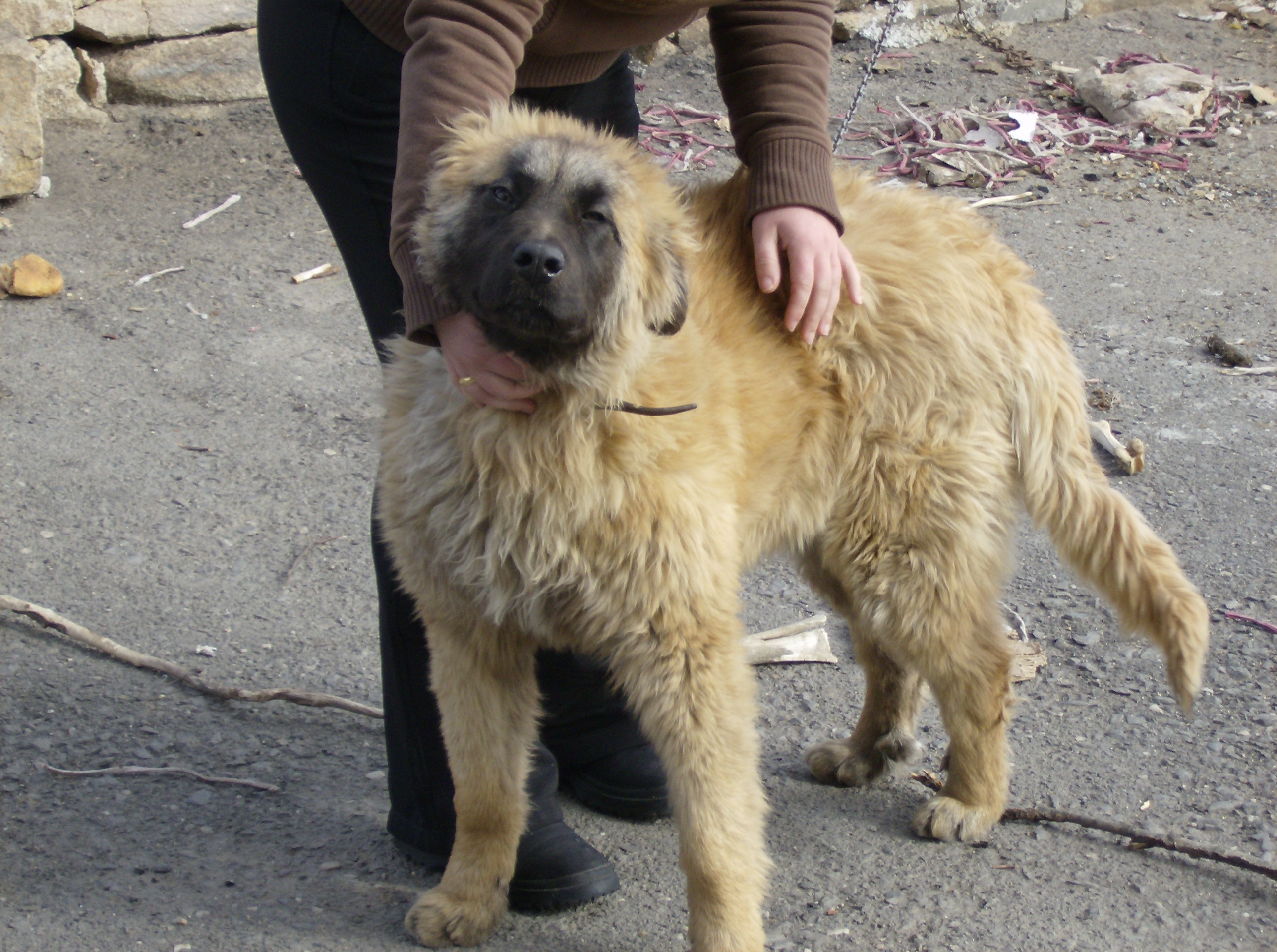
エストレラ・マウンテン・ドッグ

筋骨隆々の骨太でがっしりとした体格をしている。目は小さく、眼光は鋭い。脚は長く太く、力が強い。頭部は大きめで、マズルは短く、アゴの力も強靭である。喉の下には少しデューラップというたるみがある。耳は垂れ耳で、尾はふさふさした垂れ尾。コートは短くさらりとしたショートコートタイプのものと、長く豊かな毛を持つロングコートタイプのものがいる。ロングコートタイプのものは、特にタテガミが長く発達する。このタテガミは本来見た目をよくするために発達したものではなく、寒い所で首から熱が発散してしまうのを防いだり、狼に噛まれても急所である首にかかるダメージが軽減されるように発達したものである。どちらのコートタイプのものも毛の密度が高く、寒さにかなり強い。毛色はイエローを基調としてものが中心で、フォーン、ブリンドル、ウルフといった色のいずれかが混じったものや、イエローの単色で部位により濃淡があるものなどがある。単色であれ複合色であれ、顔・耳には必ずブラックマスクが入る。体高62〜72cm、体重30〜50kgの大型犬で、性格は主人に忠実だが、勇猛果敢で警戒心が強い。友好性はあまり高くなく、しっかりとした訓練を行わなければ、飼育は難しい。訓練が成功すれば、家族に対して心優しい一面を更に引き出すことも可能である。運動量は多めだが、体重が重く腰に負担がかかりやすいので、激しい運動は避けるべきである。かかりやすい病気は大型犬でありがちな股関節形成不全である。